# Brusje
Brusje är en ort i Kroatien.   Den ligger i länet Dalmatien, i den södra delen av landet, 290 km söder om huvudstaden Zagreb. Brusje ligger 313 meter över havet och antalet invånare är 206.
Terrängen runt Brusje är kuperad åt sydost, men åt nordväst är den platt. Havet är nära Brusje åt nordväst. Runt Brusje är det ganska glesbefolkat, med 24 invånare per kvadratkilometer. Närmaste större samhälle är Hvar, 4,5 km sydväst om Brusje. 